# SOLID (программирование)
SOLID (сокр. от англ. single responsibility, open–closed, Liskov substitution, interface segregation и dependency inversion) в программировании — мнемонический акроним, введённый Майклом Фэзерсом (Michael Feathers) для первых пяти принципов, названных Робертом Мартином в начале 2000-х, которые означали 5 основных принципов объектно-ориентированных проектирования и программирования.
Однако, принципы SOLID применимы не только к объектно-ориентированному программному коду. Использование слова «класс» означает лишь инструмент объединения функций и данных в группы. Любая программная система имеет такие объединения, например, это может быть «модуль».

## Принципы
Избавиться от «признаков плохого проекта» помогают следующие 5 принципов SOLID:
| Инициал | Представляет | Название, понятие |
| ------- | ------------ | --- |
| S       | SRP          | Принцип единственной ответственности (single responsibility principle) У класса должна быть только одна причина для изменения. Или, как подметил Р. Мартин в книге «Чистая архитектура. Искусство разработки программного обеспечения», когда описывал эволюцию данного определения, окончательная версия принципа единственной ответственности выглядит так: «Модуль должен отвечать за одного и только за одного актора.» |
| O       | OCP          | Принцип открытости/закрытости (open-closed principle) «программные сущности … должны быть открыты для расширения, но закрыты для модификации». |
| L       | LSP          | Принцип подстановки Лисков (Liskov substitution principle) «функции, которые используют базовый тип, должны иметь возможность использовать подтипы базового типа не зная об этом». См. также контрактное программирование. |
| I       | ISP          | Принцип разделения интерфейса (interface segregation principle) «много интерфейсов, специально предназначенных для клиентов, лучше, чем один интерфейс общего назначения». |
| D       | DIP          | Принцип инверсии зависимостей (dependency inversion principle) «Зависимость на Абстракциях. Нет зависимости на что-то конкретное». |

## Для чего нужны принципы SOLID
При создании программных систем использование принципов SOLID способствует созданию такой системы, которую будет легко поддерживать и расширять в течение долгого времени. Принципы SOLID — это руководства, которые также могут применяться во время работы над существующим программным обеспечением для его улучшения, например, для удаления «дурно пахнущего кода».
Стратегии гибкой и адаптивной разработки предполагают написание кода с соблюдением принципов SOLID.